# Ibbi-Sipiš
Ibbi-Sipiš (neuere Lesung eher Ibbi-Zikkir)  war ein hoher Beamter in Ebla, der 17 Jahre im Amt war. In der älteren Forschung erscheint er zum Teil als König. Er ist im großen Archiv von Ebla dokumentiert. Er war der Sohn Ebriums, der auch ein hoher Minister war und folgte diesem im Amt. Ibbi-Zikki gab wiederum seinem Sohn hohe Positionen am Hof und dieser wäre sicherlich seinem Vater gefolgt, wenn Ebla nicht zerstört worden wäre.  Von Ibbi-Sipiš ist bekannt, dass er weit reiste und so unter anderem Kiš besuchte. Außerdem schloss er einen Vertrag mit Aleppo.